# Anthems of Rebellion
Anthems of Rebellion é o quinto álbum de estúdio da banda sueca Arch Enemy, lançado em 23 de julho de 2003 pela gravadora Century Media.

## Lançamento
No momento de seu lançamento, Anthems of Rebellion proporcionou à Century Media suas então maiores vendas na primeira semana de acordo com o Soundscan nos Estados Unidos, e mais tarde se tornou um dos dez álbuns mais vendidos sob o selo da gravadora.

## Faixas
| Anthems of Rebellion — Edição padrão. |                               |                                                                     |         |  |
| N.º                                   | Título                        | Compositor(es)                                                      | Duração |  |
| 1.                                    | "Tear Down the Walls"         | Michael Amott                                                       | 00:32   |  |
| 2.                                    | "Silent Wars"                 | Christopher Amott, Michael Amott e Angela Gossow                    | 04:14   |  |
| 3.                                    | "We Will Rise"                | Christopher Amott e Michael Amott                                   | 04:06   |  |
| 4.                                    | "Dead Eyes See No Future"     | Christopher Amott, Michael Amott e Angela Gossow                    | 04:14   |  |
| 5.                                    | "Instinct"                    | Michael Amott                                                       | 03:36   |  |
| 6.                                    | "Leader of the Rats"          | Christopher Amott, Michael Amott, Angela Gossow e Sharlee d'Angelo  | 04:20   |  |
| 7.                                    | "Exist to Exit"               | Christopher Amott, Michael Amott, Daniel Erlandsson e Angela Gossow | 05:22   |  |
| 8.                                    | "Marching on a Dead End Road" | Christopher Amott                                                   | 01:16   |  |
| 9.                                    | "Despicable Heroes"           | Michael Amott, Daniel Erlandsson e Angela Gossow                    | 02:12   |  |
| 10.                                   | "End of the Line"             | Christopher Amott e Michael Amott                                   | 03:35   |  |
| 11.                                   | "Dehumanization"              | Michael Amott e Angela Gossow                                       | 04:15   |  |
| 12.                                   | "Anthem"                      | Michael Amott                                                       | 00:56   |  |
| 13.                                   | "Saints and Sinners"          | Michael Amott e Angela Gossow                                       | 04:41   |  |
| Duração total:                        | Duração total:                | Duração total:                                                      | 43:19   |  |

## Créditos
Os créditos seguintes foram adaptados do portal AllMusic.
- Angela Gossow – vocais
- Christopher Amott – guitarra e vocais
- Michael Amott – guitarra e vocais
- Sharlee d'Angelo – baixo
- Daniel Erlandsson – bateria
- Nick Mallinson – arte
- Andy Sneap – engenheiro, masterização, mixagem e produção
- Per Wiberg – teclado, mellotron e piano

## Crítica profissional
Anthems of Rebellion recebeu predominantemente análises positivas por parte dos críticos especializados. Os contribuintes da Exclaim! Sean Palmerston e Laura Taylor afirmaram que o álbum era, naquele momento, preeminente e destacaram como os vocais de Angela Gossow, combinados com performances proficientes em todos os aspectos, tornam Anthems of Rebellion uma experiência auditiva particularmente cativante. Gregory Bradley da Metal Review descreveu o álbum como um exemplar formidável do death/thrash do milênio e elogiou as contribuições vocais de Angela Gossow pela qualidade, entre as mais destacadas e reconhecíveis do gênero. Bradley também elogiou a inclusão inesperada dos vocais de apoio como uma divergência bem-vinda e gratificante. Justin Donnelly, da revista Blistering, que elogiou Gossow por seus vocais que exibem um aprimoramento notável, complementando habilmente a musicalidade agressiva do álbum enquanto exalam maior potência e finesse do que antes, observou a colaboração surpreendentemente eficaz entre Gossow e os vocais de apoio de Christopher Amott. Donnelly opinou que os elementos compostos de Anthems of Rebellion, de forma coletiva, solidificam-no como uma das ofertas mais superlativas, multifacetadas e satisfatórias de Arch Enemy. Com relação à incorporação dos vocais limpos, Jackie Smit do Chronicles of Chaos observou sua integração discernível. Smit descreveu as melodias do teclado como uma infusão revigorante de diversidade. No entanto, expressou reservas sobre o conteúdo lírico, ao mesmo tempo em que reconheceu que a banda, ainda assim, concebeu, até então, sua obra mais excepcional.
EvilG, colaborador do Metal Rules, elogiou tanto o produtor quanto a banda. Para ele, a qualidade sonora e a clareza do álbum são pontos positivos atribuído ao produtor Andy Sneap. EvilG também destacou que a banda supera facilmente muitos de seus contemporâneos nos domínios do death metal melódico e do thrash metal enegrecido. Apesar disso, eles continuam a ultrapassar constantemente os limites de seu estilo musical, resultando em uma intensidade sem igual. O crítico Anders Sandvall, também associado ao Metal Rules, afirmou que a banda havia alcançado uma obra-prima dentro de seu gênero designado. Carl Begai da Brave Words descreveu a produção de Sneap como "exemplar" e propôs algumas lições valiosas que o Metallica poderia aprender ouvindo o álbum. Begai reconheceu Anthems of Rebellion como uma sequência notável para o renomado álbum de sucesso da banda, embora tenha conjecturado que sua composição "Enemy Within", presente em Wages of Sin, talvez permaneça como um feito incomparável. Ralph, colaborador da Lords of Metal, exaltou o álbum e a produção meticulosa de Sneap, concluindo que Anthems of Rebellion se destaca como um disco de metal abrangente. David Atkinson, representando a RevelationZ Magazine, avaliou o álbum afirmando que ele incorpora a essência do que o Metallica já foi, aspirou e poderia ter se tornado. Atkinson o comparou com Master of Puppets do Metallica e Peace Sells... but Who's Buying? do Megadeth, eventualmente o classificando como um clássico dentro de seu âmbito.
Mike Stagno, crítico da Sputnikmusic, elogiou as performances de Gossow como "superlativas". Ele também observou que a banda equilibra habilmente as partes pesadas e melódicas, tecendo elogios ao álbum, ao afirmar que este apresenta "guitarras melódicas cativantes, esforços vocais de alta qualidade e composições soberbas; este álbum contém tudo o que se poderia desejar de uma banda desta estatura. Certamente um álbum impressionante." Contudo, Stagno apontou que as faixas "Tear Down the Walls" e "Anthem" são desnecessárias. Tony Daley, do Blabbermouth, afirmou que Mike Amott é um guitarrista fantástico, porém, considerou que o álbum "ainda não é exatamente aquilo que ele e sua banda são realisticamente capazes de produzir." Vincent Eldefors, do Tartarean Desire, elogiou Gossow, porém, declarou que o lançamento anterior foi mais impressionante. Por outro lado, Todd Kristel, da AllMusic, cuja análise do álbum foi variada, indicou que, em geral, as letras não são particularmente impressionantes e a banda só alcança sucesso parcial em evocar musicalmente a sensação pervasiva de ameaça que parece ser seu objetivo. Ao mesmo tempo, ele concluiu que este é um álbum razoavelmente sólido que deve agradar aos fãs da banda.